# Picabo Street
Pour les articles homonymes, voir Street (homonymie).
Picabo Street, née le 3 avril 1971 à Triumph dans l'Idaho, est skieuse alpine américaine. Avant l'avènement de Lindsey Vonn dont elle fut l'idole et le modèle, son palmarès a fait d'elle la meilleure skieuse américaine de l'histoire dans les épreuves de vitesse. Elle est la première skieuse de son pays à s'adjuger (deux fois) le petit globe de cristal de la descente en Coupe du monde (1995 et 1996). Elle remporte la médaille d'argent dans la spécialité aux Jeux de Lillehammer en 1994 et est sacrée championne olympique du Super-G à Nagano en 1998. Elle est aussi championne du monde de descente à Sierra Nevada en 1996. Elle met un terme à sa carrière sportive en 2002. 

## Biographie

### Enfance
Picabo Street naît dans une famille de la contre-culture américaine, habitant avec ses parents Ronald et Dee, et son frère Baba une maison dans la petite ville de Triumph dans l'Idaho, proche de la station de ski de Sun Valley. Les Street sont pauvres, ils se nourrissent principalement avec les produits de leur potager. Durant ses trois premières années, elle n'a pas de prénom (ses parents l'appellent « Bébé »), puis ils choisissent de lui donner pour prénom Picabo, en référence à un  hameau du même nom traversé par une rivière, situé à quelques dizaines de kilomètres de leur domicile, issu d'un mot amérindien qui signifie « eaux étincelantes ». Elle commence à skier sur la colline qui domine sa maison, puis fait ses vrais débuts dans la station de Sun Valley. Lors de sa première descente sur la piste Quarter Dollar, elle dévale tout droit en chasse-neige. Son frère lui dit « Tu sais, tu peux faire des virages ! », elle répond : « pour quoi faire ? ».  En 1984, elle voit à la télévision ses compatriotes  Christin Cooper, Debbie Armstrong (qui réalisent le doublé en slalom géant) et Tamara McKinney briller aux Jeux d'hiver de Sarajevo. C'est pour elle un déclic. Elle dit à son père : « Je veux aller aux Jeux Olympiques et gagner une médaille en ski alpin ! ». Très douée, rapide, avec la vitesse pour passion,, elle progresse rapidement et devient championne des États-Unis junior.   Elle est élève au lycée Rowland de Salt Lake City et intègre l'académie de ski Rowmark en 1985-1986 (alors âgée de 14 ans), mais se trouve exclue de l'équipe nationale en juillet 1990 en raison de son caractère rebelle et de son manque d'implication. C'est un moment difficile pour elle car ses parents qui n'ont pas beaucoup de moyens, ont tout misé sur elle, et qu'elle a le sentiment de les avoir trahis. Elle redouble donc d'efforts et fait le nécessaire pour réintégrer l'équipe américaine

### Carrière

#### Première médaille mondiale, premier podium en Coupe du monde
La première course de Picabo Street en Coupe du monde à l'âge de 21 ans est le slalom de Steamboat Springs le 6 décembre 1992. Elle obtient son premier Top 10 un mois plus tard : huitième de la descente de Cortina d'Ampezzo. Et dès le 6 février 1993, elle se révèle au niveau international en prenant la médaille d'argent du combiné lors des championnats du monde à Morioka, derrière l'Allemande Miriam Vogt. Elle achève la saison par son premier podium en Coupe du monde : deuxième de la descente de Kvitfjell (la piste étant testée par les coureurs en prévision des Jeux de 1994) le 13 mars 1993. Le ski alpin féminin, particulièrement en vitesse, est l'affaire des européennes. La motivation de Pïcabo est de leur « botter les fesses » et de placer le ski américain sur la carte dans ces disciplines.

#### Vice championne olympique 1994
Picabo Street dispute ses premiers Jeux à Lillehammer 1994. Sur  l'Olympiabakken de Kvitjfell, où les femmes ont exigé de courir comme les hommes (un autre site était prévu à Hafjell mais il n'était pas assez sélectif),  le 19 février 1994, elle prend la médaille d'argent de la descente à 66/100e de Katja Seizinger. Elle dira des années plus tard : « Le meilleur moment de ma carrière devrait être celui où j’ai senti la médaille d’or autour de mon cou à Nagano. Un moment unique qui ne ressemble à aucun autre. Pourtant, je dois dire que j’ai préféré certaines courses et pas seulement celles que j’ai gagnées. J’ai remporté un or et un argent aux Jeux, mais je dois avouer que même si l’or a été quelque chose d’incroyable, dont j’avais rêvé toute ma vie, et que je pouvais dire « Ouais, on y est arrivés ! », la médaille d’argent à Lillehammer tient une place spéciale dans ma vie, parce que c’étaient mes premiers Jeux, parce que je n’avais pas prévu de gagner une médaille, mais juste de participer, d’avoir le trac, de savourer cette expérience. Et je me suis retrouvée sur le podium à ma grande surprise et à celle de tout le monde. Voilà pourquoi cette médaille d’argent a été si spéciale pour moi ». À son retour de Norvège, elle est devenue une star dans son pays, honorée dans sa ville et à Salt Lake City, multipliant les passages télévisés, tournant des publicités, trouvant de nombreux sponsors, etc.. 
À la même époque, alors qu'elle signe des autographes dans un magasin de skis du Minnesota, une jeune skieuse âgée de 9 ans, Lindsey Killdow (qui deviendra célèbre sous le nom de Lindsey Vonn) fait la queue durant trois heures pour rencontrer son idole ; un moment  fondateur pour celle qui finira sa carrière avec un record féminin de 82 victoires en Coupe du monde dont 43 en descente, le titre  olympique de la discipline 2010, quatre victoires au classement général pour un total de 20 gros et petits globes de cristal cumulés. Lindsey gardera toute sa vie près d'elle la photo de cette rencontre, et ne cessera de clamer qu'elle doit sa carrière au plus haut niveau à Picabo Street, son héroïne, son modèle, son inspiratrice.

#### Meilleure descendeuse au monde en 1995 et 1996 avant la blessure

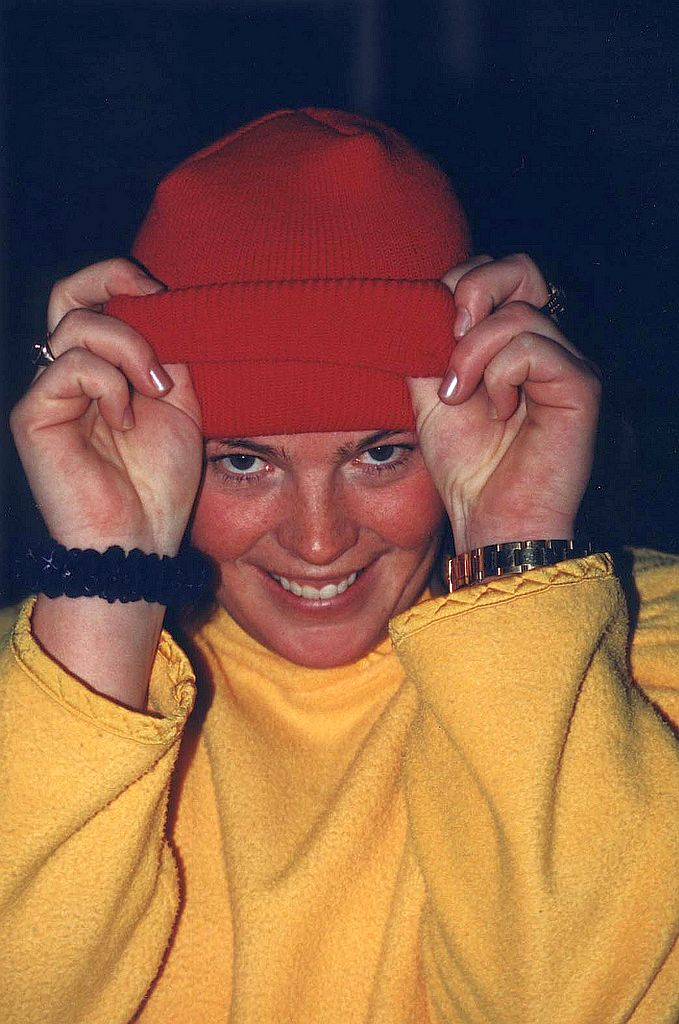

Mécontente d'avoir été battue par Seizinger aux Jeux de Lillehammer, Picabo Street redouble d'efforts, travaillant notamment sa position de recherche de vitesse en soufflerie pour descendre son centre de gravité (une position très basse qui deviendra caractéristique de son style), et décidant de prendre des kilos. 
Lors de la saison 1994-1995, elle devient la meilleure descendeuse du monde et une star internationale du ski alpin, en remportant six descentes sur neuf, et en devenant la première américaine à remporter le petit globe de cristal de la discipline. Elle continue sur le même rythme la saison suivante avec trois nouvelles victoires et un total de sept podiums dans la discipline pour enlever à nouveau le petit globe Les deux fois, elle fête ces résultats trophée en mains aux côtés de Luc Alphand qui les remporte chez les hommes. Le 18 février 1996, elle devient championne du monde sur les pentes de la Sierra Nevada (Espagne, Andalousie), devenant tout simplement la première américaine sacrée en descente aux Mondiaux depuis leur création en 1931. En mars, elle remporte sa neuvième victoire en Coupe du monde, la descente de Narvik. Mais en décembre de cette année là, elle chute sévèrement à l'entraînement Vail : jambe cassée, ligaments croisés du genou gauche déchirés. La longue et douloureuse rééducation lui fera manquer toute la saison 1996-1997

#### Championne olympique à Nagano 1998
Durant sa rééducation elle n'hésite pas à se rendre à Nagano pour inspecter la piste de vitesse de Hakuba en prévision des Jeux de 1998 : ne pouvant pas encore skier, elle est portée sur son dos par son entraîneur pour observer le terrain. Elle retourne en compétition 1 an et 13 jours après sa chute, en décembre 1997. Le 31 janvier 1998, à six jours de la cérémonie d'ouverture des Jeux de Nagano, elle dispute la descente de Åre : au milieu du parcours, elle perd un ski, chute, sa course s'achève dans les filets de protection. Elle s'en tire avec des bleus. Enfin, le 16 février, elle est dans le portillon de départ du Super-G avec le dossard no 2. Son entraîneur a remarqué que le parcours tournait peu, il lui demande donc de chausser ses skis de descente, ce qui va s'avérer décisif. Elle établit le meilleur temps sur la ligne d'arrivée, personne ne parvient à l'améliorer, quand la dix-huitième partante, Michaela Dorfmeister, vient échouer à 1/100e de seconde. Quelques jours plus tard, la révélation de turpitudes dans sa famille par la presse la déconcentre pour la descente, dont elle ne prend que la sixième place.   Un mois après son titre olympique du Super-G, Picabo Street se blesse à nouveau très sévèrement en chutant lors de la descente de Crans Montana, elle se fracture le fémur gauche et s'abîme le ménisque du genou droit. Elle va cette fois devoir vivre deux années d'arrêt complet de sa carrière. Sous contrat de sponsoring avec Nike (première skieuse américaine dans ce cas), elle n'hésite pas à tourner une publicité où on la voit foncer sur un fauteuil roulant à travers les couloirs d'un hôpital, en position de recherche de vitesse, dévalant des escaliers et prenant des virages en dérapage contrôlé. Laquelle s'achève par le message « Et toi, tu te prépares à quoi ? ».

#### Troisièmes Jeux à Salt Lake City et fin de carrière
Picabo Street reprend sa carrière en Coupe du monde le 6 décembre 2000 pour le Super-G de Val d'Isère. Jusqu'aux Jeux de Salt Lake City 2002, ses meilleurs résultats seront une 6e et une 5e place lors de deux descentes à Lake Louise en novembre 2001. Mais son retour se fait également en Nor-Am Cup et sur des courses FIS où elle signe quelques victoires pour regagner sa place en équipe américaine. Les jeunes Lindsey Kildow et Julia Mancuso intègrent l'équipe, ambitieuses, surtout la première, 17 ans, qui dit qu'elle veut devenir la plus médaillée de tous les temps. Picabo Street réagit alors : « Elles veulent ce que j'ai eu et même plus. Et c'est ce que je veux voir ! Je ne veux pas quitter ce sport en me disant que j'ai tracé un chemin qui ne sera pas suivi ! ». Le jour de la cérémonie d'ouverture de ses « Jeux à domicile », le 8 février 2002 elle est en compagnie de la capitaine de l'équipe américaine de hockey championne olympique 1998 Cammi Granato pour porter la flamme dans le stade, grimper les escaliers qui mènent à la tour sur laquelle se trouve la Vasque olympique, et transmettre à Mike Eruzione qui l'allume avec ses coéquipiers du miracle sur glace de 1980.  Sur la piste de olympique de vitesse de Snowbasin, elle se classe 16e de la descente remportée par Carole Montillet. Il s'agit de la dernière course de sa carrière.

### Après sa carrière sportive
Sur un plan privé elle a d'abord une relation avec  N. J. Pawley avec qui elle a en 2004 son premier enfant. Elle se marie en 2008 avec John Reeser, avec qui elle donne naissance à deux autres enfants. Elle publie son autobiographie Picabo : Nothing to Hide (rien à cacher) où elle révèle notamment la pression mise sur elle par ses sponsors pour qu'elle gagne, et dont elle affirme qu'elle a contribué à son terrible crash de 1998. Elle décrit aussi la façon dont elle s'est transformée, d'un garçon manqué rebelle, à une athlète de très haut niveau mondial. 
Elle participe à de nombreux programmes télévisés comme Sesame Street, American Gladiators, ou en 2012, Stars Earn Stripes. Elle monte la « Picabo Street Academy » dans l'Utah, station de Park City où les élèvent qui l'intègrent suivent un cursus sport et études. Elle s'occupe aussi activement de ses parents, dont son père atteint de diabète, avec qui elle a eu toute sa vie une relation fusionnelle malgré ses accès de violence. Mais celui-ci, se soigne mal, sa santé se dégrade et il commence à être atteint de démence. C'est là que se produit un évènement dramatique fin décembre 2015 : en crise, son père s'attaque à elle et à ses enfants, elle se défend en le poussant dans les escaliers de sa maison, et se retrouve arrêtée pour agression sur son paternel. L'affaire fait rapidement le tour des médias, et son image s'en trouve sévèrement écornée, ses sponsors la lâchent à toute allure. Il faudra que son géniteur fasse une déclaration sous serment pour dire : « cet épisode est entièrement de ma faute, et Picabo n'a fait que se défendre », pour que les charges pesant sur elle soient abandonnées et qu'elle soit totalement blanchie.
En 2021, Lindsey Vonn et Frank Marshall réalisent le film Picabo diffusé sur Olympic Channel. Sa carrière est retracée et Lindsey réalise les interviews. À la fin du film, elle lui montre un poster encadré qu'avait signé Picabo Street pour elle quand elle avait 9 ans, en écrivant  « Suis toujours tes rêves ! ». Très émue, sa cadette de treize ans dit « Et c'est ce que j'ai fait. Merci ! », les larmes coulent et elles se tombent dans les bras. La championne olympique 1998 s'interroge sur son héritage, « Il y avait moi, puis il y a eu Lindsey, et maintenant il y a Mikaela Shiffrin », ajoutant « il y a des moments où je m'assois et je me dis : Wow ! Ais-je vraiment allumé cette flamme ? », celle du ski féminin américain et des deux immenses championnes qui lui ont succédé.

## Palmarès

### Jeux olympiques d'hiver
| Épreuve / Édition | Lillehammer 1994 | Nagano 1998 | Salt Lake City 2002 |
| Descente          | Argent           | 6e          | 16e                 |
| Super G           | -                | Or          | -                   |

### Championnats du monde
| Épreuve / Édition | Morioka 1993 | Sierra Nevada 1996 |
| Descente          | 10e          | Or                 |
| Super G           | -            | Bronze             |
| Combiné           | Argent       | -                  |

### Coupe du monde
- Meilleur résultat au classement général : 5e en 1995
  - Vainqueur de la coupe du monde de descente en 1995 et 1996
  - 9 victoires : 9 descentes
  - 17 podiums

#### Détail des victoires
| Saison / Épreuve | Descente                                                      | Total |
| 1994-1995        | Lake Louise Cortina d'Ampezzo Åre Saalbach Bormio Lenzerheide | 6     |
| 1995-1996        | Lake Louise Cortina d'Ampezzo Narvik                          | 3     |
| Total            | 9                                                             | 9     |

#### Saison par saison
- Coupe du monde 1993 :
  - Classement général : 39e
- Coupe du monde 1994 :
  - Classement général : 36e
- Coupe du monde 1995 :
  - Classement général : 5e
    - Vainqueur de la coupe du monde de descente
    - 6 victoires en descente : Lake Louise I, Cortina d'Ampezzo II, Aare, Saalbach, Lenzerheide et Bormio
- Coupe du monde 1996 :
  - Classement général : 6e
    - Vainqueur de la coupe du monde de descente
    - 3 victoires en descente : Lake Louise, Cortina d'Ampezzo I et Narvik I
- Coupe du monde 1997 :
  - Classement général : 71e
- Coupe du monde 1998 :
  - Classement général : 46e
- Coupe du monde 2001 :
  - Classement général : 68e
- Coupe du monde 2002 :
  - Classement général : 52e

## Arlberg-Kandahar
- Meilleur résultat : 8e place dans la descente 1993 à Cortina d’Ampezzo et le combiné 1993-94 à Sankt Anton